# Ізбиця (Люблінське воєводство)
Ізбиця (пол. Izbica) — місто в Польщі, центр гміни Ізбиця Красноставського повіту Люблінського воєводства.
Населення — 1422 особа (2011).
Мала статус міста впродовж 1750-1869 років. З 1870 центр сільської гміни (до 1877 та у 1929-1973 - гміна Тарноґура). Фізично адміністрація гміни розташована у селі Ізбиця-Весь, яке є окремим поселенням, однак фізично злите із осадою Ізбиця. Власне, історично існують Ізбиця та Ізбиця-Весь. Такий поділ частково випливає з історії міста - центральна частина Ізбиці раніше була населена єврейською громадою і мала статус міста (згодом: поселення), а в селі, що оточує поселення, проживали поляки та русини. Сучасне розрізнення є більш практичним, адже площі цих сіл є точним географічним відображенням поділу Ізбиці на два солтиства. Тож село Ізбиця-Весь має у своїх межах, серед іншого, центральний ринок і місцезнаходження гміни. На практиці жителі розглядають ці два поселення як одне поселення, оскільки формальний поділ для них не є очевидним. та офіційно це два окремі поселенян із власними солтиствами.  
Також частину адміністративних функцій Ізбиця ділить із сусіднім селом Тарноґура, де розташовано ліцей та гмінний будинок культури.
1 січня 2022 року відновлено статус міста.

## Визначні місця
- Будинки 2 половини 19-початку 20 століття на Ринку
- Водогінна вежа 1911 року
- Жидівський цвинтар

## Демографія
Демографічна структура станом на 31 березня 2011 року:
|          | Загалом | Допрацездатний вік | Працездатний вік | Постпрацездатний вік |
| -------- | ------- | ------------------ | ---------------- | -------------------- |
| Чоловіки | 702     | 146                | 473              | 83                   |
| Жінки    | 720     | 116                | 399              | 205                  |
| Разом    | 1422    | 252                | 872              | 288                  |